# Jürgen Dunkel
Jürgen Dunkel ist ein deutscher Informatiker und Professor an der Hochschule Hannover.

## Leben
Seine Arbeitsgebiete an der Hochschule Hannover umfassen Software-Engineering und Softwarearchitektur sowie Internet-Technologien. Schwerpunkte setzt er dabei auf agentenbasierte Systeme und E-Learning. Dunkel forscht in mehreren Projekten zu Themen wie Semantische Sensornetzwerke und Complex Event Processing und Mobile Lesegeräte zur Lokalisierung passiver UHF-Transponder.
Jürgen Dunkel ist Mitglied in verschiedenen Komitees, unter anderem in der European Conference on Web Services (ECOWS) und in der International Conference on Computer and Information Sciences (ICCIS).

## Publikationen
- Jürgen Dunkel: Modellierung und Analyse lastinduzierter Speicherfehler. In: Informatik/Kommunikationstechnik. Nr. 134. VDI Verlag, Düsseldorf 1990, ISBN 3-18-143410-8., URN:
- Softwarearchitektur für die Praxis Andreas Holitschke. - Berlin: Springer, 2003. - XIV, 418 S., ISBN 3-540-00221-9
- Systemarchitekturen für verteilte Anwendungen: Client-Server, Multi-Tier, SOA, Event-Driven Architectures, P2P, Grid, Web 2.0 - München: Hanser, 2008. - X, 292 S., ISBN 978-3-446-41321-4
- Event-Driven Architecture: Softwarearchitektur für ereignisgesteuerte Geschäftsprozesse. Ralf Bruns. – Berlin: Springer, 2010. – XVI, 241 S., ISBN 978-3-642-02438-2